# 2013年の猛暑 (日本)
2013年の猛暑（2013ねんのもうしょ）とは、2013年（平成25年）7月、8月に東・西日本を中心とした全国的に見舞われた猛暑である。特に8月12日には、高知県四万十市江川崎で日最高気温が41.0℃を観測し、歴代全国1位となった。

## 経過
太平洋高気圧が、日本の南海上から西日本にかけて強かったため、東日本以西は盛夏期に太平洋高気圧に覆われることが多く、北日本でも暖かい空気が流れ込みやすかったことから、全国的に高温となった。暖かい高気圧に覆われた6月中旬には、西日本で猛暑日を相次いで記録した。太平洋高気圧が強まった7月前半には北日本から西日本にかけて気温が平年より高くなった。特に8月9日～12日は国内で最も激しい猛暑に見舞われた4日間にもなっている（猛暑日観測地点290ヶ所以上は、2018年にも類例はない）。また、宮崎県、高知県、和歌山県、千葉県など太平洋側の県で記録的な猛暑が目立っている。但し、7月下旬の北日本太平洋側方面では猛暑一転から冷夏になったこともあった。一方で日本海側はフェーン現象の影響が少なかったため、新潟県や山陰2県で最高気温が37度以下など例年より最高気温を下回ったケースが多い。
- 6月13日 - 大阪府豊中市で37.9℃、京都府京田辺市で37.5℃、岡山市で37.0℃を観測。
- 7月8日 - 山梨県甲州市勝沼で38.6℃、甲府市で38.2℃、その他群馬県館林市、伊勢崎市、埼玉県熊谷市、越谷市、静岡県浜松市天竜区天竜などで37℃超えとなった。
- 7月9日 - 山梨県甲州市勝沼で39.1℃、岐阜県多治見市で38.8℃、甲府市で38.2℃を観測。また、静岡県、愛知県、岐阜県などで37℃以上の観測地点が多発した。
- 7月10日 - 山梨県甲州市勝沼で39.2℃、甲府市、群馬県館林市で38.7℃、岐阜県多治見市で38.5℃、埼玉県鳩山町で38.1℃、また静岡県川根本町で38.0℃を観測。
- 7月11日 - 群馬県館林市で39.5℃、山梨県甲州市勝沼で39.3℃のほか、甲府市で38.6℃、三重県桑名市で38.5℃、奈良県上北山村で38.3℃などを観測。国内11地点で38℃以上となった。
- 7月12日 - 山梨県甲州市勝沼で39.1℃、甲府市で38.9℃、静岡県川根本町で観測史上最高の38.5℃、また三重県桑名市と松阪市粥見で38℃以上となった。
- 7月23日 - 宮崎県宮崎市赤江で38.5℃、浜松市で38.1℃を観測。
- 7月24日 - 高知県黒潮町（佐賀）で38.5℃、高知県四万十市江川崎、愛媛県新居浜市で38.1℃、また大分県大分市で観測史上最高の37.8℃を観測。大分県中津市でも37.6℃を観測した。
- 7月25日 - 高知県黒潮町（佐賀）で38.6℃、愛媛県新居浜市で戦後の県内観測史上最高の38.5℃、高知県須崎市で38.1℃、高知県四万十町窪川で38.0℃など高知県沿岸部で記録的な猛暑となった。
- 7月31日 - 宮崎県西都市で38.4℃、宮崎市で37.7℃、宮崎市赤江で37.6℃、日向市油津で36.7℃など宮崎県で記録的猛暑。また高知県四万十市江川崎、黒潮町佐賀などで37℃以上。
- 8月1日 - 宮崎市赤江で38.6℃、高知県黒潮町佐賀、四万十町窪川で38.1℃、宮崎市で観測史上最高の38.0℃を観測。また、愛媛県愛南市御荘で37.9℃、高知県四万十市中村で37.6℃などを観測。
- 8月2日 - 宮崎市赤江で38.2℃、日向市油津で38.1℃、宮崎市で37.7℃など宮崎県、高知県で引き続き激しい猛暑となった。
- 8月7日 - 高知県四万十市中村で38.6℃、山梨県甲府市で38.5℃、四万十市江川崎、愛媛県愛南町御荘で37.9℃などを観測。
- 8月8日 - 高知県四万十市江川崎で38.0℃を観測。
- 8月9日 - 全国204地点で猛暑日。高知県四万十市江川崎で39.3℃、宮崎県西米良村で38.8℃、甲府市で38.7℃、群馬県館林市で38.5℃、岡山県高梁市で38.2℃などを観測。
- 8月10日 - 全国294地点で猛暑日を観測するなど観測史上の記録的猛暑。山梨県甲府市と高知県四万十市江川崎で40.7℃、山梨県甲州市勝沼で40.5℃、群馬県館林市で3度目の40度以上となる40.1℃を観測。また、埼玉県鳩山町で39.8℃、熊谷市で39.3℃、岐阜県多治見市で39.4℃、三重県桑名市で39.3℃、宮崎県西米良村で39.2℃など全国34地点で38℃以上となった。また、26の地点で観測史上最高を記録した。
- 8月11日 - 全国297地点で猛暑日を観測(後に296地点に修正)するなど引き続き歴史的な記録的猛暑となった。山梨県甲府市で40.6℃、高知県四万十市江川崎で40.4℃、千葉県茂原市で県内観測史上2位の39.8℃、静岡県浜松市（浜松は観測史上最高）と浜松市天竜区天竜で39.8℃、和歌山県田辺市（栗栖川）で県内最高気温の39.3℃、千葉県我孫子市、千葉県市原市牛久で39.2℃、千葉県船橋市で39.0℃などを記録。また長野県南信濃町で38.7℃、三重県松阪市粥見で38.9℃、香川県高松市で観測史上最高の38.6℃、和歌山市、千葉市で観測史上最高の38.5℃を観測。全国52地点で38℃以上、699の地点で真夏日となりいずれもこの年最多となった。また、東京都千代田区で、日最低気温が歴代全国2位の高温となる30.4℃を観測している。
- 8月12日 - 全国242地点で猛暑日を観測。高知県四万十市江川崎で観測史上初の41.0℃観測（2018年に埼玉県熊谷市で41.1℃を観測されるまで、史上最高気温だった）。史上初の3日連続40℃以上となった。また大阪府豊中市で大阪府内歴代2位の39.8℃、静岡県浜松市天竜区佐久間で39.6℃、奈良県十津川村（風屋）で県内最高記録の39.4℃、また長野県南信濃町で県内最高記録の39.1℃、三重県桑名市で39.0℃、和歌山県田辺市（栗栖川）で38.8℃、高知県檮原町で38.7℃などを観測。全国30地点で38℃以上となった。
- 8月13日 - 高知県四万十市江川崎で史上初の4日連続40度以上の、40.0℃を観測（また、史上初の5日連続39度以上）したほか、大阪府豊中市で39.1℃、和歌山県かつらぎ町で38.9℃、山口県山口市で38.4℃など、前日より異常な暑さは落ち着くものの、依然として記録的な高温となった。
- 8月14日 - 大阪府豊中市で38.9℃を観測、奈良県十津川村（風屋）で38.6℃、大阪府大阪市で38.4℃などを観測。
- 8月15日 - 山梨県甲州市勝沼で38.2℃したほか、京都府舞鶴市で37.8℃、福井県小浜市で37.3℃など日本海側で著しい猛暑となった。
- 8月18日 - 大分県日田市で38.7℃、熊本県天草市牛深で38.1℃などを観測。
- 8月19日 - 熊本県天草市牛深で38.8℃、福岡県久留米市黒木で38.7℃、佐賀県佐賀市で38.6℃などを観測。
- 8月20日 - 熊本県天草市牛深で1994年の佐賀県佐賀市と並ぶ歴代2位の39.6℃を観測（島嶼部では観測史上最高気温）。また、大分県日田市で39.4℃を観測。その他熊本県菊池市で38.6℃、長崎県大村市、熊本市で38.5℃、広島県府中市で38.4℃など九州各地を中心に記録的猛暑を観測。
- 8月21日 - 熊本県菊池市で38.8℃、福岡県朝倉市で38.4℃などを観測。
- 8月22日 - 東海地方を中心に猛烈な暑さ。岐阜県多治見市で39.3℃、静岡県浜松市天竜区佐久間で39.2℃、愛知県豊田市で38.7℃、愛西市、大分県豊後大野市犬飼で38.6℃などを観測。
- 8月23日 - 宮崎県日向市で38.9℃を観測。
- 9月1日 - 千葉県茂原市で37.4℃、群馬県館林市で37.3℃など9月としては記録的な高温となった。

### 概要
山梨県甲州市勝沼では9日に39.1℃、10日に39.2℃、11日に39.3℃、12日に39.1℃と4日連続で日最高気温39℃以上を、群馬県館林市で11日に日最高気温39.5℃を観測した。また7月22日から25日頃にかけてと7月31日から8月3日にかけては佐賀県や宮崎県、高知県などで高温となった。8月上旬後半から中旬に北日本から西日本にかけて気温が平年よりかなり高くなり、9日には高知県四万十市江川崎で39.3℃を観測。高知県四万十市江川崎など同地点の相次ぐ記録的高温の観測については、太平洋高気圧の上から覆いかぶさるようにチベット高気圧が張り出して「2階建て構造」になっている高気圧の内部を吹き下りる空気の流れが強められ、地表付近で圧縮、加熱されて気温を押し上げていることに加え、山越えの乾いた熱い風が吹くフェーン現象が影響しているとの見解が示されている。18日頃から23日にかけては九州で再び猛烈な暑さとなった。20日には熊本県天草市牛深で、日最高気温が歴代九州1位タイとなる39.6℃を観測している。22日には東海地方各地でも38～39℃の猛烈な暑さとなっている。以降次第に暑さはおさまるが、10月9日に 新潟県糸魚川市で、歴代全国で最も遅い10月としては初めての猛暑日35.1℃を観測した。
月ごとの気温の平年との差は、6月は東日本で+0.9℃、西日本で+0.7℃、南西諸島で+0.9℃。7月は北日本で+1.3℃、西日本で+1.6℃、南西諸島で+0.3℃。8月は東日本と西日本で+1.3℃、南西諸島は+0.8℃であった。特に6月中旬の西日本での+2.8℃、7月上旬の北日本での+3.4℃、8月上旬の南西諸島の+1.4℃、8月中旬の北日本の+2.7℃、東日本の+2.4℃、西日本の+2.3℃はいずれも当時の旬別の歴代最高記録である。なお、西日本では、夏の平均気温は＋1.2℃と1946年の統計開始以来最も高かった。この夏、全国のアメダス観測所927地点のうち125地点（タイ記録も含めると143地点）で日最高気温の記録を更新した。

## 記録
日最高気温 （40.0℃以上）
従前の最高記録は2007年8月の埼玉県熊谷市と岐阜県多治見市で40.9℃。
- 41.0℃ - 高知県四万十市江川崎（全国歴代1位）
- 40.7℃ - 山梨県甲府市（同5位）
- 40.5℃ - 山梨県甲州市勝沼（同8位）

※順位は当時のもの。
月平均気温 （30.0℃以上）
本土での最高記録は2010年8月の大阪府大阪市と岡山県岡山市で30.5℃（日本国内記録は1956年7月の沖縄県石垣市で30.7℃）。
- 30.0℃ - 福岡県福岡市 （7月、8月）、大阪府大阪市（8月）、鹿児島県鹿児島市（8月）

日最高気温の月平均 （35.0℃以上）
日本国内最高記録は1995年8月の静岡県佐久間町と岐阜県多治見市で36.2℃（気象官署・測候所では1995年8月の岐阜県岐阜市で36.1℃）。
- 35.7℃ - 高知県四万十市江川崎
- 35.5℃ - 岐阜県多治見市
- 35.3℃ - 山梨県甲府市
- 35.2℃ - 大阪府豊中市
- 35.1℃ - 京都府京都市、京都府京田辺市

猛暑日連続日数 （16日間以上）
- 19日間連続 - 大阪府枚方市（8月4日から8月22日）、大阪府豊中市（8月5日から8月23日）、鹿児島県鹿児島市喜入（8月7日から8月25日）
- 18日間連続 - 宮崎県西米良村（7月8日から7月25日）、高知県四万十市江川崎（8月6日から8月23日）
- 17日間連続 - 岡山県高梁市、福岡県福岡市、大分県日田市（以上、8月6日から8月22日）、岐阜県美濃加茂市、岐阜県多治見市、京都府京田辺市、大阪府大阪市、和歌山県かつらぎ町、愛媛県大洲市（以上、8月7日から8月23日）
- 16日間連続 - 山梨県甲府市、山梨県甲州市勝沼、岐阜県美濃市、岐阜県岐阜市、京都府京都市、広島県府中市、広島県福山市、香川県綾川町滝宮、大分県大分市（以上、8月7日から8月22日）

猛暑日年間日数 （30日間以上）
日本国内最多日数は1994年の大分県日田市で45日間。
- 38日間 - 大分県日田市
- 36日間 - 高知県四万十市江川崎
- 33日間 - 岐阜県多治見市、宮崎県西米良村
- 32日間 - 岡山県高梁市
- 31日間 - 山梨県甲府市、京都府京田辺市
- 30日間 - 京都府京都市、福岡県福岡市

## 原因
日本上空で、下層の太平洋高気圧と上層のチベット高気圧がともに全国的に平年より強く、特に太平洋高気圧が西日本・南西諸島まで強く張り出したため、晴天が続き、高温となった。高気圧の内部を吹き下りる空気の流れが強められ、地表付近で圧縮、加熱されて気温を押し上げていたと考えられる。
また、四万十市江川崎での40度を超す猛烈な暑さの原因について高知地方気象台は、上記に加え山越えの乾いた熱い風が吹くフェーン現象も重なったためとみている。